# Sookalduse
Sookalduse – wieś w Estonii, w prowincji Tartu, w gminie Vara.